# Pellingen
Pellingen est une commune allemande située dans l'arrondissement de Trèves-Sarrebourg et le Land de Rhénanie-Palatinat.
Jumelage :  Bretenière (France) 

## Histoire
12 décembre 1792 : Bataille de Pellingen pendant les guerres de la première coalition.

### Bataille de Pellingen
L'armée de la Moselle arriva le 4 décembre 1792 à Ruwer, à deux lieues de Trèves, après avoir refoulé devant elle les avant-postes autrichiens. Le 6 décembre, une vive canonnade fut engagée contre la Montagne-Verte, mais la position étant jugée imprenable, le général en chef changea d'objectif et décida de s'emparer de Pellingen, dont la possession lui permettrait d'occuper aisément Consarbruck et la Chartreuse, et rendrait Trêves indivis entre les deux armées opposées. Le temps était épouvantable : « Il tombe en ce moment beaucoup de neige. Il y a eu quelquefois 6 à 8 pieds. » Néanmoins, Pellingen fut attaqué le 12 décembre; mais, l'armée autrichienne ayant déployé des forces imposantes, la retraite fut décidée.
« Au quartier général, à Zerf, le 13 décembre 1792, l'an Ier de la République. 
Le général Beurnonville au Ministre de la Guerre.
Je vous ai annoncé, Citoyen Ministre, mes nouvelles dispositions provoquées par le temps et les circonstances. J'occupe maintenant les villes de Merzig, de Freudenbourg et de Sarrebourg, qui sont au pouvoir des armées de la République. Je fais travailler au château de cette dernière; je fais porter le corps d'entre Sarre et Moselle en avant, et j'ai placé des garnisons dans toutes ces villes, et particulièrement à Sarrebourg, la plus importante par son château et ses forts.
L'ennemi, qui regrette cette prise, est venu pour l'attaquer en force avant-hier; mais le général Pully l'a repoussé avec vigueur. L'ennemi s'est replié avec perte; nous n'avons eu que quelques blessés. Les gendarmes qui ont chargé contre les dragons de Toscane, leur ont fait un seul prisonnier.
J'avais projeté hier une double attaque, l'une sur Consarbruck et l'autre sur Pellingen. Elles ont eu lieu toutes deux, mais la première a été prévenue, et nous n'avons pu que conserver l'avantage du terrain.
 Les ennemis se sont portés de très bonne heure sur le village de Biebelhausen, où était le seul 4e bataillon de la Meurthe, fort de 300 hommes seulement. Ce bataillon intrépide, commandé par le septuagénaire lieutenant-colonel Poincaré, plein d'ardeur et d'intelligence, s'est emparé de la hauteur. Il a arrêté un corps de 1 600 hommes, dont 400 de cavalerie, par un feu roulant donnant ainsi le temps au général Pully d'arriver avec des forces. L'ennemi s'est triplé en moins de trois heures. Le général Pully avait égales forces, le combat a été très vif, et l'ennemi mis en déroute. La compagnie franche de Saint-Maurice l'a suivi jusque dans ses batteries et retranchements; l'ennemi parait avoir beaucoup souffert. Nous n'avons eu qu'un volontaire de tué, quatre à cinq blessés, et un officier.Le commandant de la gendarmerie a eu son cheval tué sous lui. 
 Le 4e bataillon de la Meurthe a fait des prodiges. Le 6e et celui de Popincourt, celui de Rhône-et-Loire se sont distingués, ainsi que le 96e régiment d'infanterie. Toutes nos troupes en général ont parfaitement donné; enfin nous avons avancé d'une lieue, et nous ne sommes plus qu'à deux de Consarbruck.
J'ai attaqué vers les onze heures la montagne de Pellingen. Dans une heure, le village a été battu, évacué et à nous; mais je n'ai pas jugé à propos de l'occuper. 
Il est dominé par toutes les batteries des hauteurs qui le couvrent; ces hauteurs présentent un triple étage de batteries inaccessibles par les coupures et abattis. J'ai démonté les premiers rangs; j'ai l'ait avancer des troupes pour savoir si je pouvais monter à l'assaut à la baïonnette; dans un instant ces hauteurs se sont trouvées couronnées par les forces de Luxembourg et de Trêves réunies; j'ai éprouvé ce que j'ai éprouvé à la Montagne Verte; cependant, Citoyen Ministre, à forces égales, je parierais l'emporter à la baïonnette, mais il faut compter sur un sacrifice de 3 000 hommes pour arriver, et je vous avoue que cette position, tout importante qu'elle est en ce qu'elle force l'ennemi à la retraite, ne mérite pas ce sacrifice. L'ennemi se retirerait sur les hauteurs de Sainte-Marguerite qui dominent Trêves, et Trêves resterait indivis, c'est-à-dire que nous nous trouverions dans la position de 1735, après la bataille de Clausen.
J'ai pensé, Citoyen Ministre, que nous pouvions espérer sur un succès plus important et à moindre perte par la conquête de tout le pays d'entre Sarre et Moselle; par la prise de Consarbruck, nous serions à portée de nous diriger sur Grevenmacher, et, si Valence marche sur Luxembourg, de resserrer ce pays à le faire tomber; car, tant qu'il existera nos frontières seront exposées et c'est le cas de rapprocher Custine de nous. Jamais il ne conservera Mayence, ou du moins cette conquête est inutile; elle éloigne des forces plus nécessaires à la sécurité de nos frontières, et (illisible) au débouché de l'(illisible) que nous ne voulons pas conquérir.
Le général d'armée de la Moselle, P. Beurnonville. 
P.S. — A l'instant le général Pully me mande qu'il a été attaqué par la gauche du côté de Kavel, sans doute par des troupes de Grevenmacher ; qu'il a fait deux prisonniers, tué un peu de monde à l'ennemi qui s'est vivement replié. Je lui envoie une brigade de grenadiers par le pont que j'ai établi sur la Sarre pour communiquer de mon camp avec Sarrebourg; je lui fais passer 400 chevaux, deux obusiers et deux pièces de huit, avec les généraux Delaage et Landremont. Ils doivent attaquer Consarbruck en force, pendant que j'attaquerai de nouveau Pellingen ; ce sera pour demain ou après au plus tard.
Observez, Citoyen Ministre, que nous nous battons sur quatre pieds de neige, par un temps du diable et nu-pieds. 
Mon rhume va mieux; la fièvre a disparu.
Le général d'armée de la Moselle, Beurnonville ».